# Mau-Lai
Mau-Lai (Maulai, Maulau) ist eine osttimoresische Aldeia im Suco Manetú (Verwaltungsamt Maubisse, Gemeinde Ainaro). 2015 lebten in der Aldeia 366 Menschen.

## Geographie
Mau-Lai liegt im Westen des Sucos Manetú. Östlich befindet sich die Aldeia Quiri-Coli und nördlich die Aldeias Lebo-Luli, Hahi-Tali und Russulau. Im Westen grenzt Mau-Lai an die Sucos Edi und Aituto und im Süden an die Gemeinde Manufahi mit dem Suco Holarua (Verwaltungsamt Same). Die Grenze zu Holarua bildet der Calihuno, ein Nebenfluss des Carauluns.
Im Norden der Aldeia liegt das Dorf Mau-Lai auf einem Bergrücken. Einzelne Gebäude stehen etwas abseits.